# Tingambato
Tingambato est une municipalité de l'État de Michoacán, au Mexique. La municipalité a une population 12 630 habitants selon un recensement de 2005. Elle a une surface de 188.77 km2 (0.32% de la surface de l'État).

## Site archéologique
Un site archéologique mésoaméricain de l'Époque classique du même nom se trouve à proximité. Il a été fouillé et restauré par l'archéologue mexicain Román Piña Chán en 1978-79.

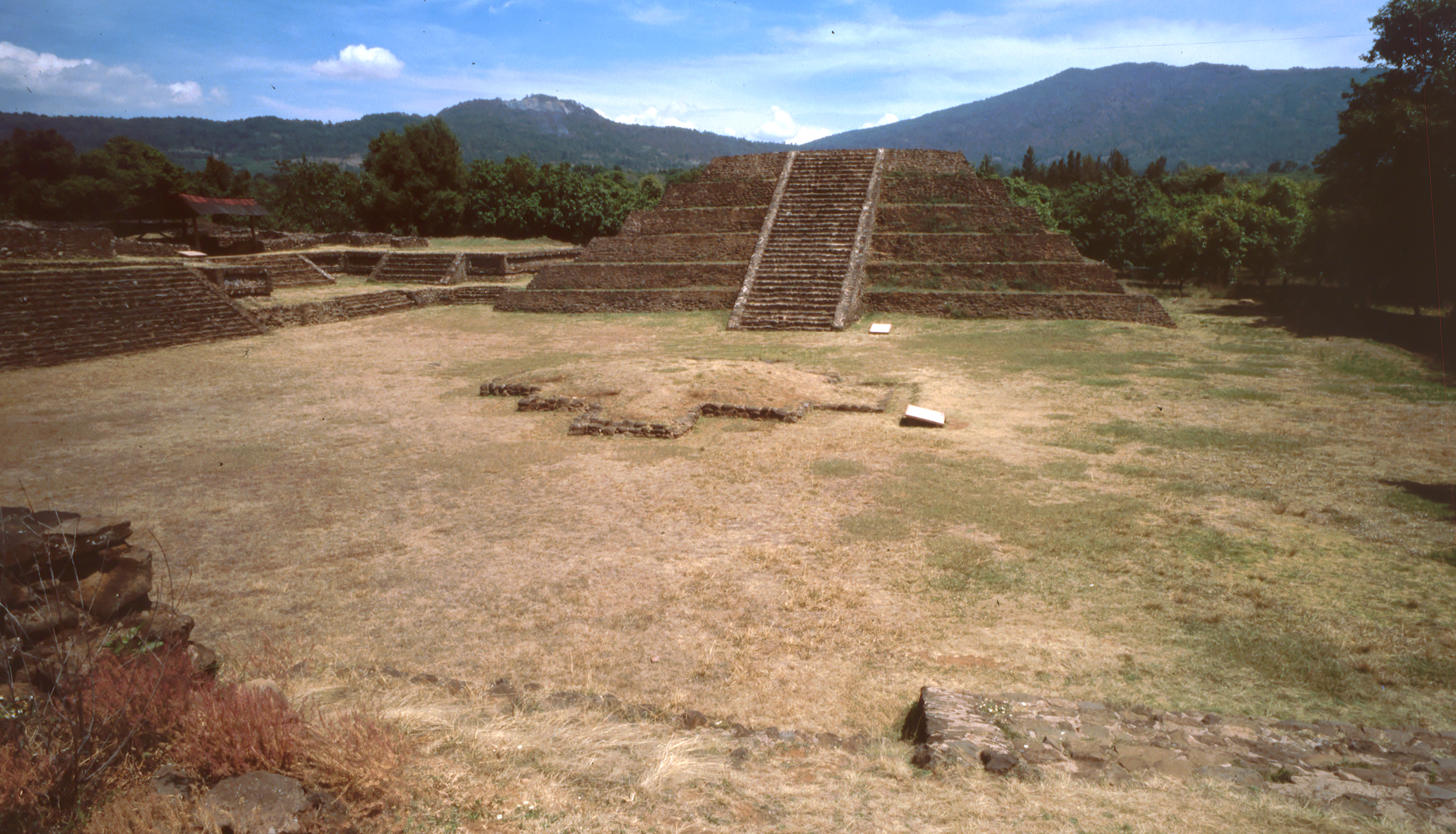
Pyramide de Tingambato.

On distingue deux phases de construction:
- la première (450-600) voit l'aménagement d'un centre civico-cérémoniel constitué de plates-formes et de pyramides en talud-tablero, indiquant une influence de Teotihuacan. Surmontées d'édifices en matériaux périssables, elles sont disposées autour d'une place.
- la deuxième (600- 900), où l'influence de Teotihuacan est toujours perceptible, voit la construction d'un terrain de jeu de balle. Ce terrain est le plus ancien que l'on connaisse au Michoacan. Il présente un plan en forme de I majuscule, long de 36 m et large de 13 m. Deux structures latérales limitent l'allée sur ses côtés. Elles sont longues de 34 m et larges d'1 m. Une banquette s'appuie sur chacune de ces deux structures. Sa hauteur varie entre 0,5 et 1 m. Sa longueur et sa largeur sont respectivement de 34 m et d'1 m. Deux zones terminales délimitent de petites aires situées au nord et au sud de l'allée. Elles couvrent une surface de 16 m sur 1m.

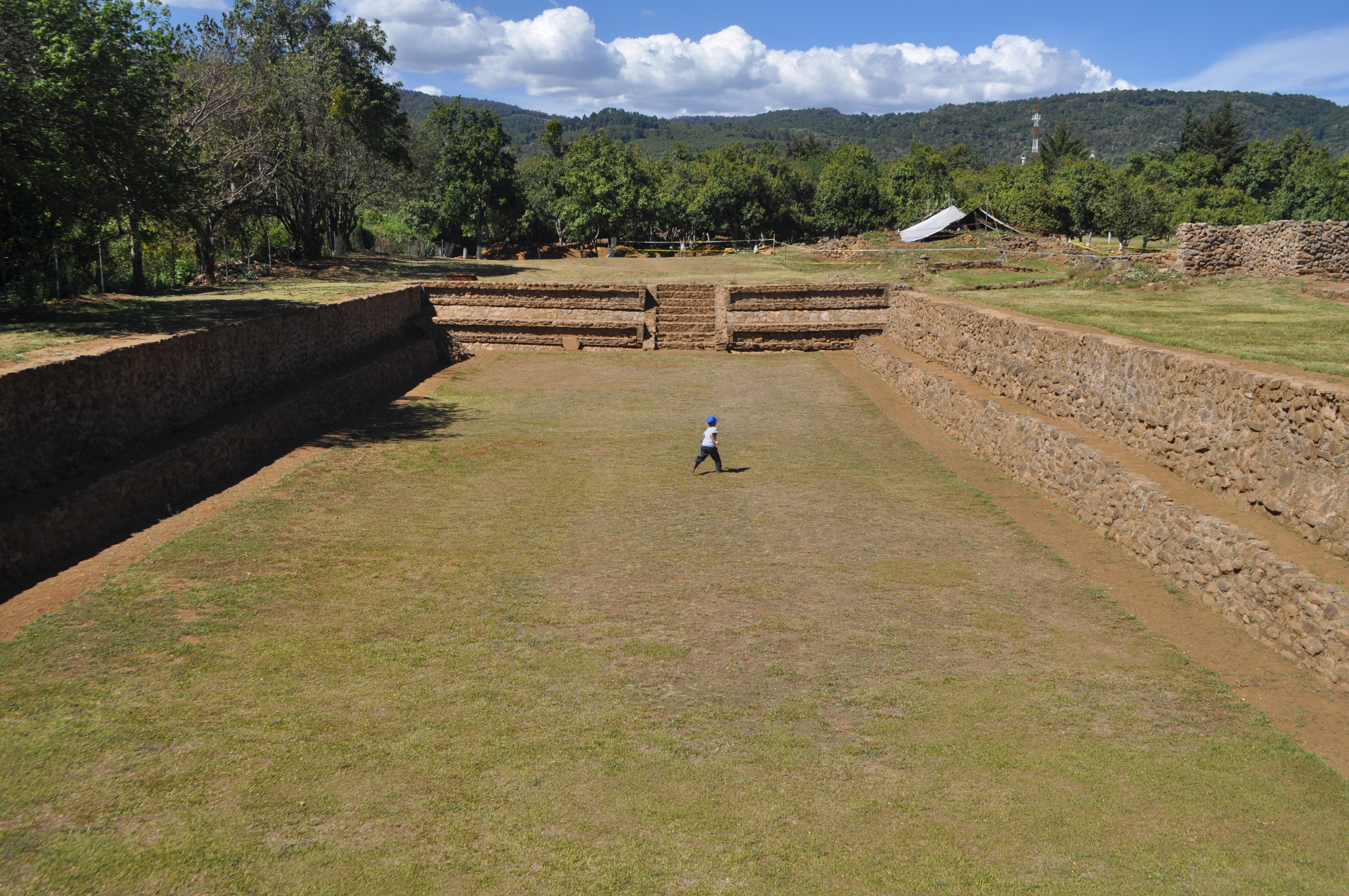
Terrain de jeu de balle de Tingambato.

Aux environs de 900, le site a été incendié. Bien que le nom de la localité soit tarasque, le site n'a aucun rapport avec le royaume tarasque de l'Époque postclassique.